# Tinsel (film)
Tinsel er en amerikansk stumfilm fra 1918 af Oscar Apfel.

## Medvirkende
- Kitty Gordon - Princess Sylvia Carzoni
- Muriel Ostriche - Ruth Carmichael
- Frank Mayo - Jefferson Kane
- Bradley Barker - Richard Carmichael
- Ralph Graves - Bobby Woodward